# Хадзиконстантинови тютюневи складове
Хадзиконстантиновите тютюневи складове (на гръцки: Καπναποθήκη Χατζηκωνσταντίνου) е емблематична индустриална сграда в драмското село Просечен, Гърция.
Сградата е разположена на улица „А. Пападакис“ № 15. Това е забележителна индустриална сграда от 1925 година с издължена правоъгълна форма и двускатен дървен покрив. Сградата на тютюневия склад е разработена на четири нива, които функционират като единични спомагателни пространства. Изградена е от носеща каменна конструкция по периметъра и дървен статичен носител вътре. Сградата до голяма степен запазва автентичността на оригиналната форма и конструкция. В 2005 година, заради архитектурната си стойност и историческата си стойност, сградата е обявена за паметник на културата.